# Hirschlache (Gera)
Die Hirschlache war ein höhergelegener Teilungsarm der Gera (Fluss) im Stadtgebiet von Erfurt. Erstmals 1133 als Crislacham belegt, entwickelte sich der natürliche Seitenarm im Mittelalter zu einem künstlichen Gewerbekanal. Seit Beginn des 20. Jahrhunderts ist der Bach verrohrt; 1972 beschloss der Stadtrat seine endgültige Stilllegung. Der Straßenname Hirschlachufer erinnert bis heute an das verschwundene Gewässer.

## Verlauf
Unmittelbar nach dem Abzweig des Kartäusermühlgrabens (Hanegraben) teilte sich dieser in zwei Läufe: westwärts in den Walkstrom und ostwärts in die Hirschlache. Letztere umfloss den Domhügel auf seiner Westseite, querte etwa die heutige Achse Neuwerk – Anger – Johannesstraße und vereinigte sich nördlich des Domplatzes wieder mit der Gera.

## Geschichte
Die früheste Nennung der Hirschlache stammt aus dem Jahr 1133.
Mit dem Ausbau der Erfurter Stadtbefestigung im 13. Jahrhundert wurde das ursprüngliche Bachbett verfüllt und der Lauf als gemauerter Gewerbegraben neu angelegt. Über Jahrhunderte diente er der Wasserversorgung von Mühlen, Gerbereien und anderen Handwerksbetrieben.

## Nutzung
Bis ins 19. Jahrhundert floss die Hirschlache in einem rund 1,5 m breiten offenen Graben entlang der heutigen Straße „Hirschlachufer“. Besonders die Lohgerber, die hier schon um 1320 ansässig waren, nutzten das Wasser zum Gerben von Fellen.

## Verrohrung und Stilllegung
Ab etwa 1900 wurde die Hirschlache etappenweise verrohrt; mit dem Ausbau des Juri‑Gagarin‑Rings verschwand der letzte offene Abschnitt. 1972 fasste der Erfurter Stadtrat den Beschluss zur vollständigen Stilllegung.
Bei Bauarbeiten am Juri‑Gagarin‑Ring 137–139 wurden 2018 noch Reste des verfüllten Bachbetts freigelegt und fotografisch dokumentiert.

## Namensgebung
Der Namensbestandteil ‑lache (mhd. lache „tümpel, wassergefüllte Senke“) weist auf einen früheren sumpfigen Bereich hin; zusammengesetzt bedeutet „Hirschlache“ sinngemäß „Hirschsuhle“. Historische Schreibweisen sind u. a. Crislacha, Kirslache oder Kerslache.

## Erinnerung
Der Bach ist heute vollständig unterirdisch, der Name lebt jedoch in der Straße „Hirschlachufer“ und im Kulturort „Kinoklub am Hirschlachufer“ fort.